# Most Augusta w Rimini
Most Augusta (wł. Ponte di Augusto), zwany też Mostem Tyberiusza (wł. Ponte di Tiberio) – starożytny rzymski most na rzece Marecchia (antyczne Ariminus) we włoskim Rimini (antyczne Ariminum), w ciągu drogi via Aemilia.

## Historia
Budowę mostu rozpoczęto jeszcze za panowania cesarza Oktawiana Augusta w 14 roku n.e., a ukończono za panowania Tyberiusza około 21 r. n.e. Most należy do najstarszych tego typu obiektów i jednocześnie do najlepiej zachowanych antycznych mostów. Jako jeden z najpiękniejszych mostów z czasów rzymskich stał się wzorem dla szeregu mostów europejskich XVI i XVII w. (np. w Paryżu czy w Londynie).
Most przetrwał wiele wydarzeń, które groziły jego zniszczeniem: od trzęsień ziemi po wylewy rzeki, od normalnego zużycia po epizody wojenne, takie jak wojna między Ostrogotami a Bizantyjczykami w 551 r., której znaki pozostają widoczne w ostatnim łuku w kierunku wsi San Giuliano, czy wreszcie próby wysadzenia go przez Hiszpanów w 1742 r. oraz wycofujących się Niemców w roku 1945.

## Konstrukcja
Kamienna konstrukcja ma pięć przęseł o półokrągłych łukach, z czego trzy środkowe przęsła mają rozpiętość 8,77 m, a pozostałe dwa po 7,54 m. Łuki wsparte są na masywnych filarach z izbicami. Most ma bogatą ornamentykę. W każdej z podpór znajdują się wnęki obramowane pilastrami, a ciężki gzyms spoczywa na rzędzie ząbkowanych wsporników. Cała konstrukcja była licowana marmurem, a jezdnię upiększały marmurowe portyki. Aby dostosować most do warunków terenowych i przerzucić go przez rzekę w najkorzystniejszym miejscu, nie ustawiono go prostopadle do brzegów, lecz lekko skręcono pod kątem 13°.